# Paracobitis
Paracobitis – rodzaj ryb karpiokształtnych z rodziny Nemacheilidae.

## Klasyfikacja
Gatunki zaliczane do tego rodzaju:
- Paracobitis boutanensis
- Paracobitis ghazniensis
- Paracobitis hagiangensis
- Paracobitis iranica
- Paracobitis longicauda
- Paracobitis malapterura
- Paracobitis maolanensis
- Paracobitis phongthoensis
- Paracobitis posterodorsalus
- Paracobitis rhadinaeus
- Paracobitis vignai
- Paracobitis wujiangensis

Gatunkiem typowym jest Cobitis malapterura (P. malapterura).